# 艾維新
艾維新（1562年—1600年），字希周，號時宇，河南開封府蘭陽縣人，民籍，明朝政治人物。同進士出身。

## 生平
萬曆十年（1582年）壬午科河南鄉試第十九名舉人，十四年（1586年）中式丙戌科會試第一百七十名，三甲第一百九十八名進士。兵部观政，五月丁憂，十九年六月授户部浙江司主事，管禄米倉，以卓异纪录，二十年督理朝鲜征役、粮饷轉運，叙功钦赏。二十二年江西监兑，二十四年升山西司员外郎，管皇城西門倉，本年升浙江司郎中，二十五年三月升山东右参议兼佥事、备兵遼東開原，已而维新以病告归，许之，而用河南佥事邢云路。二十八年起貴州兵备，任命未下而卒。

## 家族
曾祖艾廷舉，曾任典膳；祖父艾芳，曾任省祭；父艾鳳鳴，字道徵，號東溪，贈承德郎戶部主事，曾任鴻臚寺鳴贊，封徵仕佐郎。母牛氏。具慶下。